# Bitwa pod Memphis
Bitwa pod Memphis – starcie na rzece Missisipi pod Memphis, które miało miejsce w trakcie wojny secesyjnej, stoczone między flotą Unii i flotą Konfederacji 6 czerwca 1862. Zakończyła się zwycięstwem Unii.

## Podłoże
W ramach kampanii dążącej do opanowania strategicznie ważnej rzeki Missisipi i jej brzegów, siły Unii musiały zająć ważny węzeł kolejowy Memphis w stanie Tennessee. W jego kierunku posuwały się od północy wzdłuż rzeki wojska Unii o sile około 20 000 żołnierzy, dowodzone przez generała brygady Johna Pope’a, wspierane przez Zachodnią Flotyllę komandora podporucznika Charlesa Henry’ego Davisa. Drogę do Memphis blokował Fort Pillow, położony nad Missisipi w odległości około 65 kilometrów od miasta. Flotylla rzeczna Unii od 14 kwietnia prowadziła ostrzał Fortu Pillow, lecz był on mało skuteczny.
10 maja jednostki Flotylli Zachodniej po raz pierwszy w toku kampanii starły się ze zorganizowaną flotyllą rzeczną konfederatów, kiedy zostały niespodziewanie zaatakowane na zakręcie Plum Point pod Fort Pillow przez 8 taranowców konfederackich (cottonclads) z Flotylli Obrony Rzeki, dowodzonych przez komandora Jamesa E. Montgomery’ego. W starciu, CSS „General Bragg”, „General Sterling Price” i „General Sumter” staranowały i zatopiły kanonierkę pancerną USS „Cincinnati”, a CSS „General Earl Van Dorn” i „General Sumter” zatopiły USS „Mound City”, po czym okręty wycofały się pod działa Fort Pillow, trzy spośród nich uszkodzone. Obie kanonierki, zatopione na płytkiej wodzie, zostały jednak podniesione i wyremontowane. 4 czerwca Fort Pillow został opuszczony przez konfederatów w obawie przed okrążeniem przez wojska lądowe Unii generała Hallecka, które 29 maja zajęły Corinth.

## Bitwa
6 czerwca rano pod Memphis przypłynęło 5 pancernych kanonierek i 5 nowych taranowców Unii z flotylli taranowców pułkownika Elleta (aktywny udział w starciu zdołały wziąć jednak tylko dwa z nich: „Queen of the West” i „Monarch”). Dostępu do miasta broniło 8 taranowców z konfederackiej Flotylli Obrony Rzeki, uformowanych w dwóch liniach, poprzecznych do nurtu. Bitwę śledzili liczni mieszkańcy Memphis, zgromadzeni nad rzeką. Kanonierki początkowo płynęły rufą naprzód, aby polepszyć manewrowość płynąc w dół rzeki, po czym się obróciły. Wprowadzenie do akcji taranowców po stronie Unii, wypływających przed ociężałe kanonierki pancerne, było dla konfederatów zaskoczeniem.
W toku godzinnej chaotycznej bitwy na bliskie odległości, jaka się wywiązała, okręty Unii zatopiły taranując dwa okręty (CSS „Colonel Lovell” i „General Beauregard”) i ogniem artylerii dwa dalsze (CSS „General Sterling Price” i „General M. Jeff Thompson”). Następnie podjęły pościg za wycofującymi się w dół rzeki pozostałymi jednostkami, zdobywając dalsze 3 okręty, które zostały uszkodzone i osadzone na mieliźnie (CSS „General Bragg”, „General Sumter” i „Little Rebel”). Jedynie CSS „General Earl Van Dorn” uszedł pod Vicksburg. Po stronie Unii uszkodzony został jedynie „Queen of the West” (przez „General Beauregard”). Od ostrzału z broni palnej zginął na nim jednak pomysłodawca flotylli taranowców, pułkownik Charles Ellet Jr.. Memphis zostało w tym czasie, około godziny 11:00, obsadzone przez oddziały lądowe Północy.
Bitwa ta była ostatnim dużym starciem okrętów rzecznych na Missisipi, po niej konfederaci nie zdołali już odbudować flotylli rzecznej, aczkolwiek pewne sukcesy odniósł jeszcze później okręt pancerny CSS „Arkansas”. Bitwa wykazała skuteczność taranowania, jednakże także konieczność połączenia tej taktyki z ogniem artylerii. Po naprawie unioniści wcielili do służby „General Bragg”, „General Sumter” i „Little Rebel”, a także „General Sterling Price” po podniesieniu z dna. CSS „General Earl Van Dorn” został później spalony, aby nie wpaść w ręce Unii.

## Siły
† – okręty zatopione lub zdobyte
# – okręty uszkodzone

### Unia
- Zachodnia Flotylla (Western Flotilla) – komandor podporucznik Charles Henry Davis
  - kanonierki pancerne: „Benton” (flagowy), „Louisville”, „Carondelet”, „St. Louis”, „Cairo”[6]

- Flotylla Taranowców – pułkownik Charles Ellet Jr.
  - taranowce: „Queen of the West”# (flagowy), „Monarch”, „Switzerland”, „Lancaster”, „Lioness”[7]

### Konfederacja
- Flotylla Obrony Rzeki (River Defense Fleet) – komandor James E. Montgomery[7]
  - CSS „Colonel Lovell”†
  - CSS „General Beauregard”†
  - CSS „General Sterling Price”†
  - CSS „General M. Jeff Thompson”†
  - CSS „General Bragg”†
  - CSS „General Sumter”†
  - CSS „Little Rebel”†
  - CSS „General Earl Van Dorn”